# Jack the Giant Killer
Pour plus de détails, voir Fiche technique et Distribution.
Jack the Giant Killer est un court métrage d'animation américain sorti en 1922, produit le studio Laugh-O-Gram, fondé par Walt Disney à Kansas City, avant sa mise en faillite en juillet 1923 et le départ de Walt pour Hollywood.

## Fiche technique
- Titre original : Jack the Giant Killer
  - Titre alternatif : The K-O Kid[2]
- Série : Laugh-O-Gram
- Réalisateur : Walt Disney
- Scénario[3] : Walt Pfeiffer d'après le conte Jack le tueur de géants de Charles Perrault
- Animateur[3],[4] : Walt Disney, Hugh Harman, Rudolf Ising, Ub Iwerks, Carman Maxwell, Lorey Taque, Otto Walliman
- Producteur : Walt Disney
- Production : Laugh-O-Gram Films
- Distribution : Leslie B. Mace
- Date de sortie : 1922
- Format d'image : Noir et Blanc
- Durée[3] : 7 min
- Langue : (en)
- Pays de production :  États-Unis